# Vulvadystrophie
Die Bezeichnung Vulvadystrophie (zusammengesetzt aus Vulva, dem griechischen Dys- (δυσ-) für „Miss-“ oder „Un-“ und dem griechischen troph- (τροφή) für  „Ernähren“ oder „Nahrung“) wird als Sammelbezeichnung für eine Reihe von chronischen Hauterkrankungen (Dermatosen) im Bereich der Vulva verwendet. Es handelt sich hierbei um Veränderungen im Übergangsepithel mit Verhornungen oder Hautschrumpfungen mit weitgehend ungeklärter Ursache. Die meisten Formen der Vulvadystrophie treten nach Beginn der Wechseljahre (Klimakterium) auf.
Heute gilt die Bezeichnung als veraltet und durch spezifische Krankheitsbezeichnungen wie Lichen sclerosus oder vulväre intraepitheliale Neoplasie (VIN) ersetzt.

## Formen
Im Wesentlichen werden drei Formen der Vulvadystrophie unterschieden:
1. die hyperplastische Dystrophie, auch bekannt als Leukoplakie der Vulva. Diese Form der Präkanzerose ist durch eine starke Verhornung der Schleimhäute gekennzeichnet.
2. die atrophe Dystrophie, auch bekannt als Kraurose der Vulva. In diesem Fall kommt es zu einer Schrumpfung der Vulva.
3. die gemischte Dysplasie mit zahlreichen atypischen Zellen. Diese Form kann zu malignen Veränderungen der Vulvaepithelien und Vulvakarzinomen der großen Schamlippen, seltener der kleinen Schamlippen und dem Bereich der Klitoris führen.

## Diagnose und Therapie
Die Diagnose erfolgt in Form einer histologischen und klinischen Differentialdiagnose gegenüber Missbildungen (Genitaldysplasien), vor allem die Vulväre intraepitheliale Neoplasie (VIN), und der viral induzierten Erythroplasie. Für eine Einstufung als Präkanzerose ist der Nachweis von atypischen Veränderungen notwendig.
In Abhängigkeit von den Untersuchungsbefunden werden zur Behandlung Salben und Gele, die Sexualhormone (Östrogen) oder Kortikoide enthalten, oder systemische Östrogengaben eingesetzt. Bei fortgeschrittener Dysplasie sowie dem Verdacht auf bösartige Tumoren werden die identifizierten Herde operativ entfernt (Vulvektomie).